# Джерело біля села Дубини

## Створення
Гідрологічна пам’ятка природи «Джерело біля с.Дубина» (втрачена) – об’єкт природно-заповідного фонду, що був оголошений рішенням Сумського Облвиконкому №504   від 27.09.1970 року та №334   від 21.11.1984 року на землях Хоминцівської сільської ради (за 300 м. на захід від с.Дубина). Адміністративне розташування - Роменський район, Сумська область.

## Характеристика
Площа – 0,02 га. Об'єкт на момент створення був джерелом питної води.

## Скасування
Рішенням Сумської обласної ради від 30.08.2005 року «Про зміни в  мережі об'єктів природно-заповідного фонду області» об'єкт було скасовано. Причина скасування – зміна гідрологічного режиму природним чином призвела до зникнення джерела .
Вся інформація про стоворення об'єкту взята із текстів зазначених у статті рішень обласної ради, що надані Державним управлянням екології та природних ресурсів Сумської  області Всеукраїнській громадській організації «Національний екологічний центр України» . .